# Moransengo
Moransengo ist eine Fraktion der italienischen Gemeinde (comune) Moransengo-Tonengo in der Provinz Asti (AT), Region Piemont.

## Geographie
Die Ortschaft liegt in Luftlinie etwa 27 nordwestlich der Provinzhauptstadt Asti auf 400 m s.l.m. in der Hügellandschaft des Monferrato an der Grenze zur Metropolitanstadt Turin.

## Geschichte
Im Februar 2022 stimmten in einem Referendum bei einer Wahlbeteiligung von fast 58 % über 74 % der Bürger von Moransengo für einen Zusammenschluss der Gemeinde mit der Nachbargemeinde Tonengo. Der Regionalrat der Region Piemont stimmte im Dezember 2022 der Gemeindefusion zu. Das Gemeindegebiet der aufgelösten Gemeinde Moransengo umfasste eine Fläche von fünf km². Die Nachbargemeinden waren Brozolo, Brusasco, Cavagnolo, Cocconato und Tonengo.

## Kulinarische Spezialitäten
In Moransengo werden Reben der Sorte Barbera für den Barbera d’Asti, einen Rotwein mit DOCG Status, sowie für den Barbera del Monferrato angebaut.